# Agathe Lasch

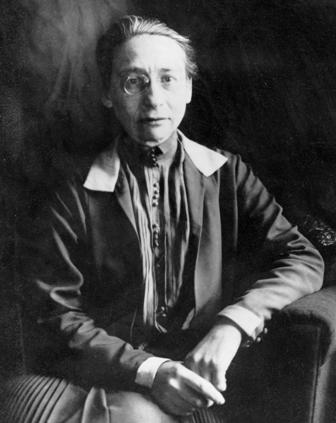
Agathe Lasch Mitte der 1920er Jahre

Agathe Lasch (4. Juli 1879 in Berlin – 18. August 1942 in Riga) war eine deutsche Germanistin und die erste Professorin der Universität Hamburg sowie die erste des Faches Germanistik in Deutschland. Sie begründete die historische Erforschung der mittelniederdeutschen Sprache. Lasch war Jüdin und wurde während des Holocaust ermordet.

## Leben

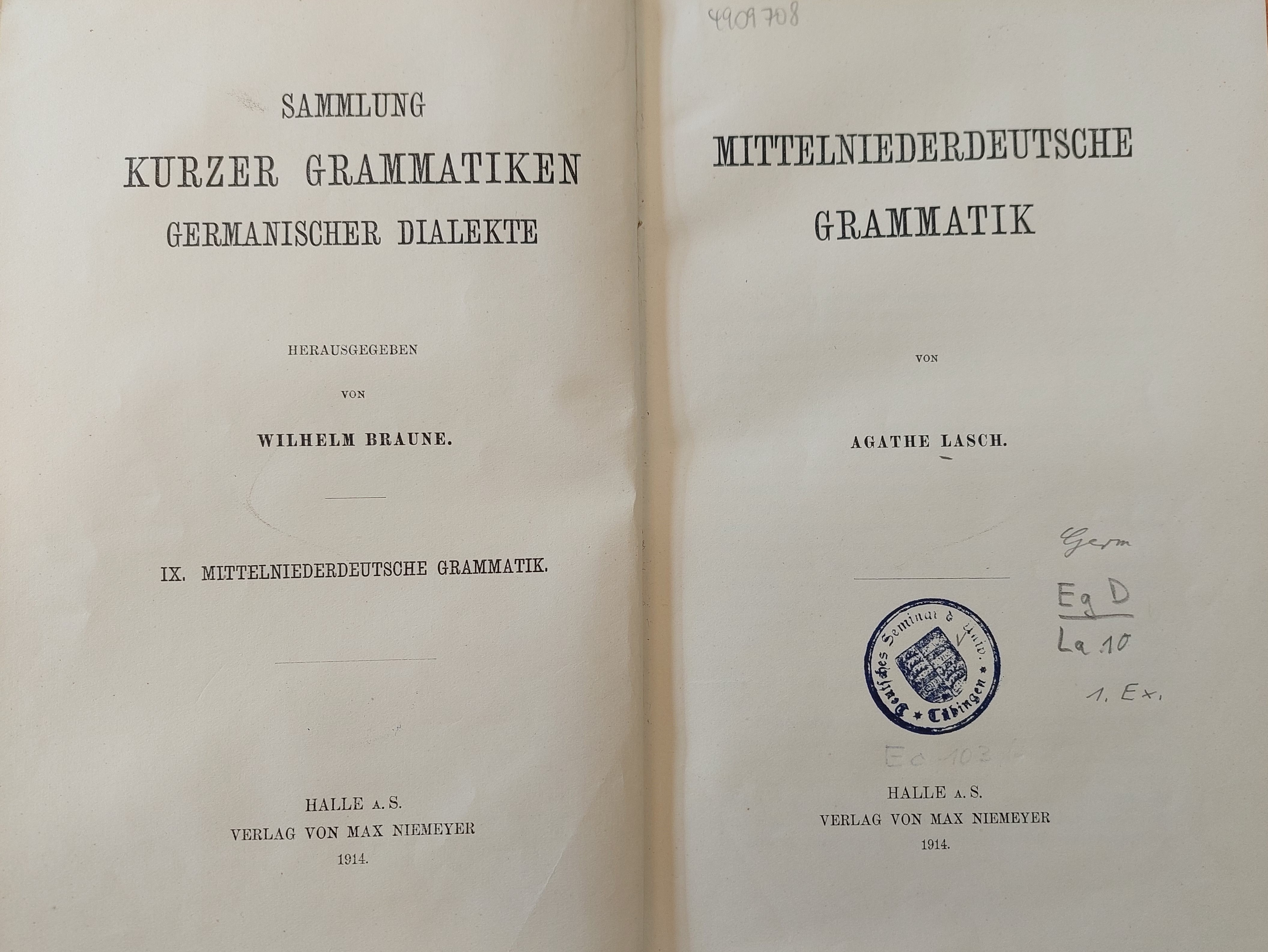
Mittelniederdeutsche Grammatik (1914)

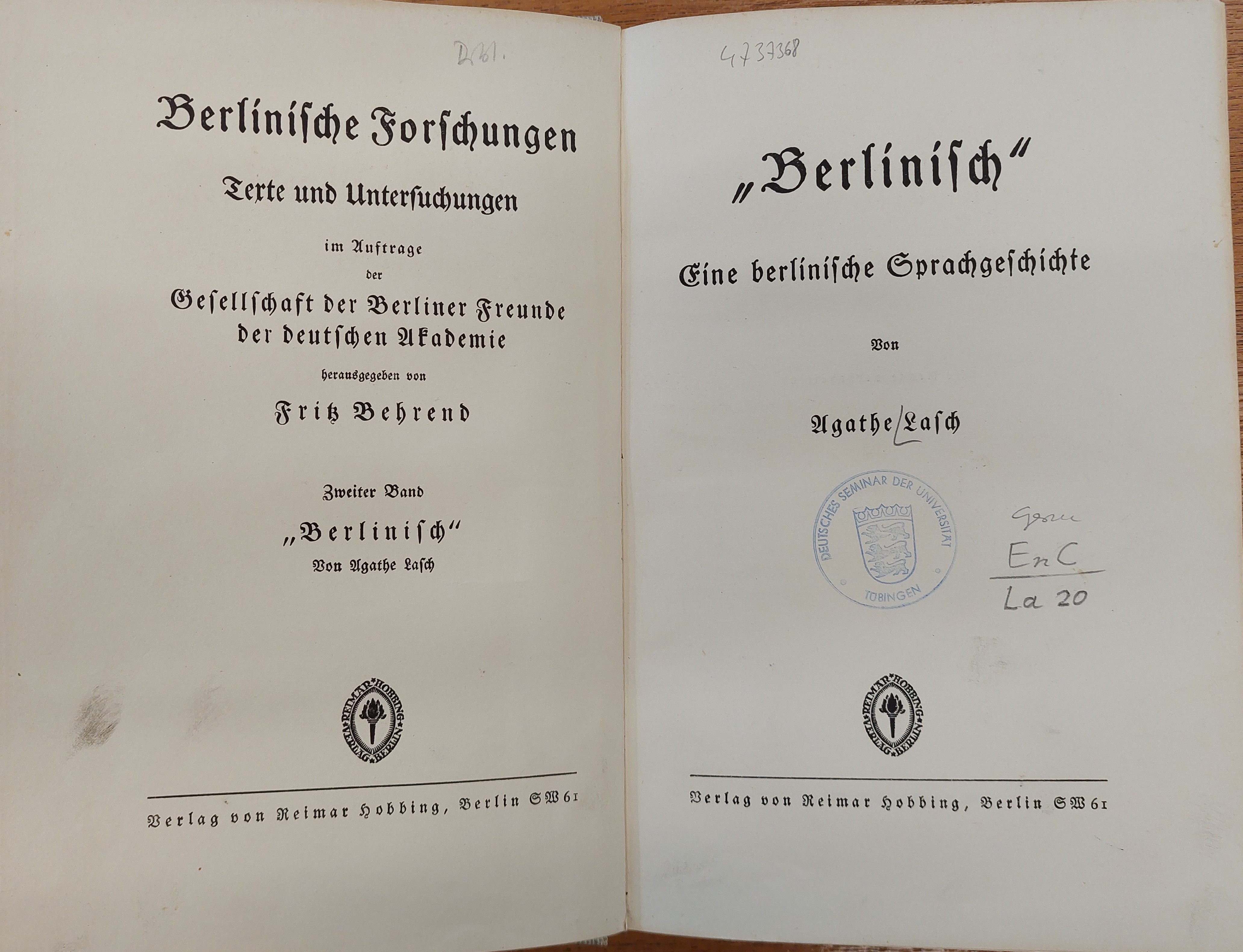
Berlinisch (1928)

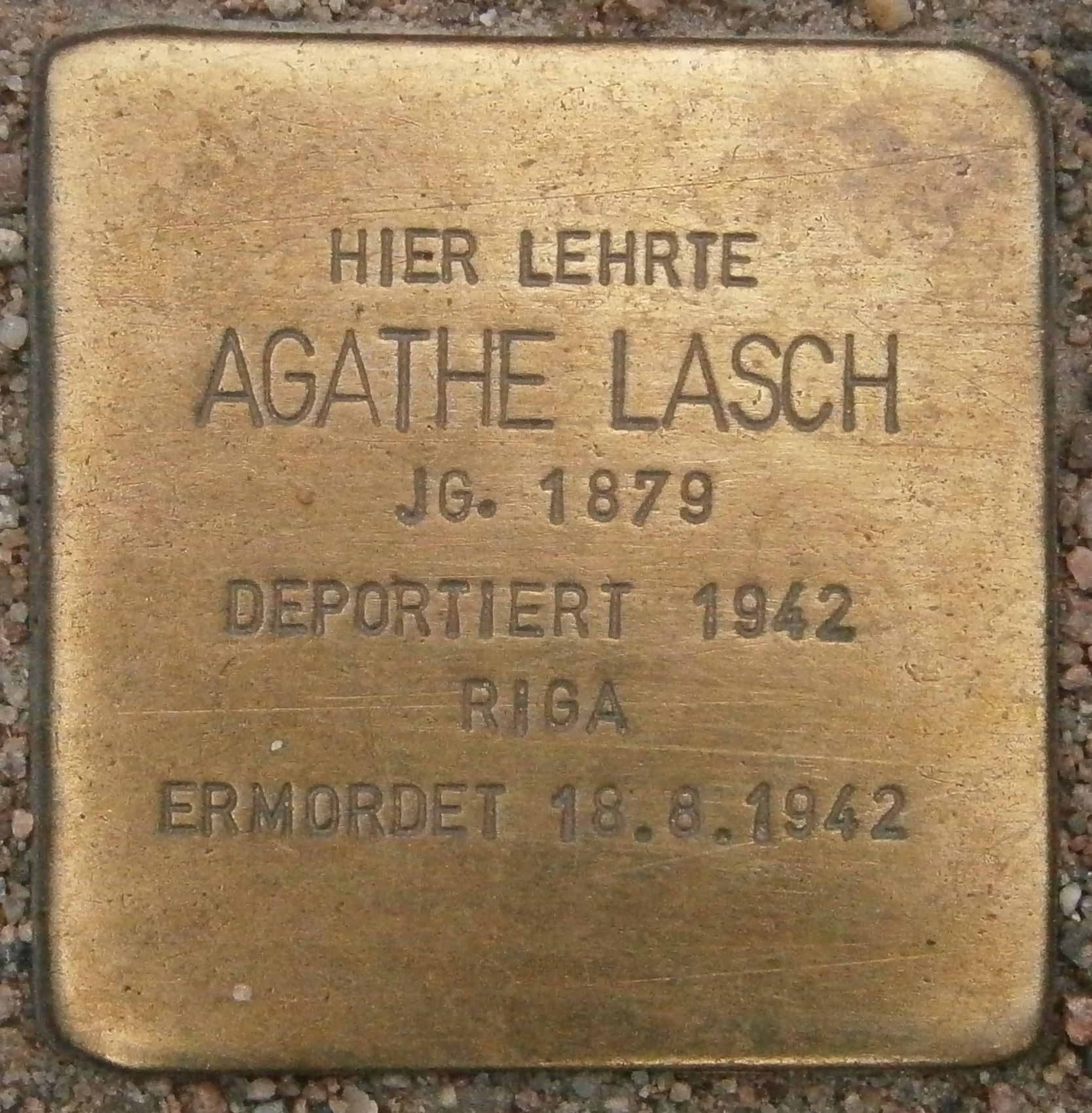
Stolperstein vor dem Hauptgebäude der Universität Hamburg

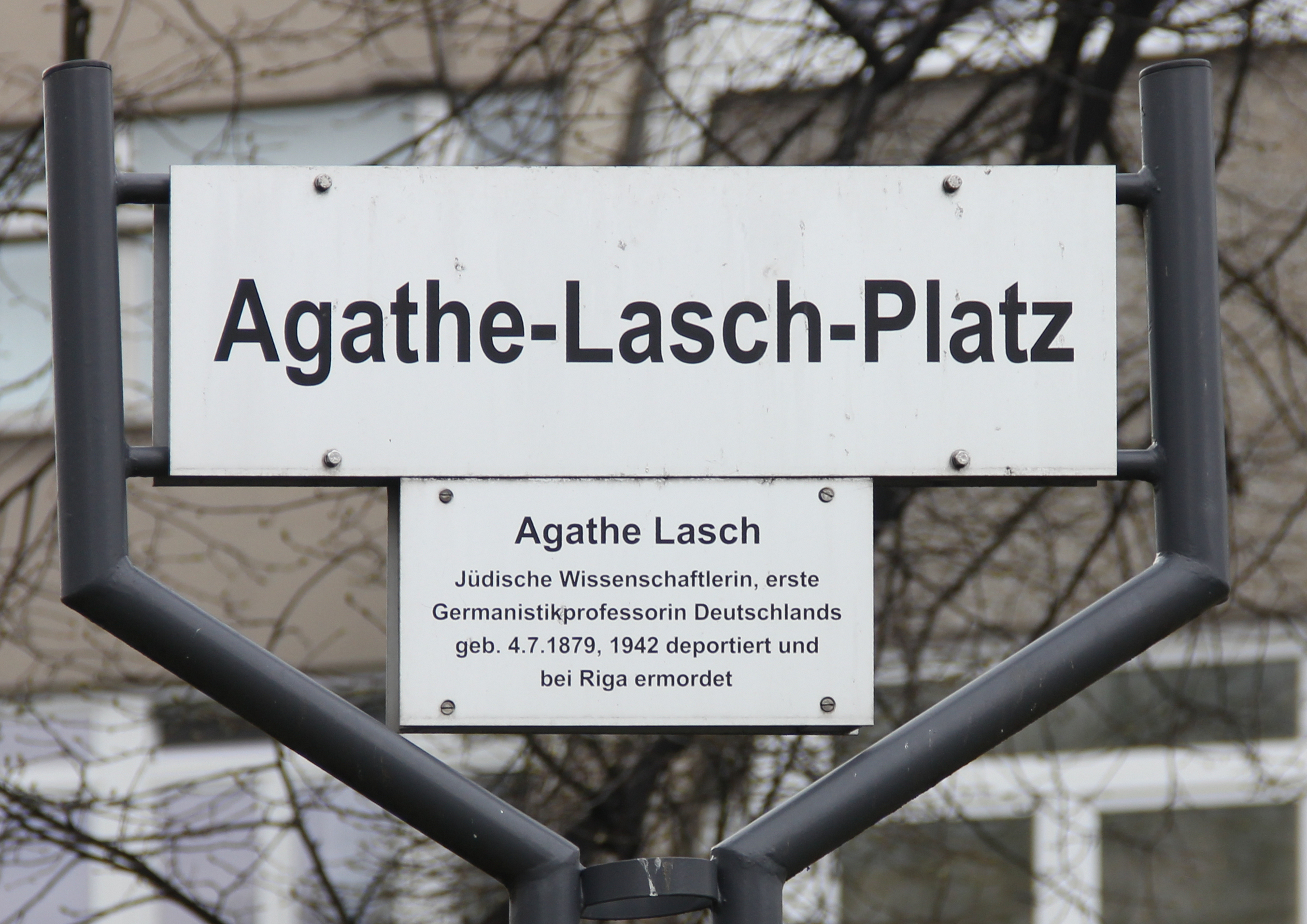
Gedenktafel, Agathe-Lasch-Platz, in Berlin-Halensee

Lasch wurde 1879 als Tochter einer jüdischen Kaufmannsfamilie geboren. Wie ihre drei Schwestern absolvierte sie zuerst eine Lehrerinnenausbildung (1898) und war danach bis 1906 an verschiedenen Mädchen- und Gewerbeschulen lehrend tätig. 1906 holte sie ihr Abitur am Kaiserin-Augusta-Gymnasium in Berlin-Charlottenburg nach. Sie konnte danach in Halle und Heidelberg Germanistik studieren und promovierte 1909 bei Wilhelm Braune, während sie in Berlin 1908 als Frau nicht zu den Lehrveranstaltungen zugelassen wurde. Ihre sehr guten Leistungen brachten ihr einen Ruf als Associate Professor an die Frauenuniversität Bryn Mawr College in Pennsylvania/USA ein. Dort entstand ihre Mittelniederdeutsche Grammatik (1914), bis heute ein germanistisches Standardwerk. Aufgrund des Kriegseintritts der USA kehrte sie 1917 nach Deutschland zurück und wurde Assistentin am Deutschen Seminar in Hamburg. Nach ihrer Habilitation (1919) erhielt Lasch 1923 als erste Frau an der Universität Hamburg sowie als erste Germanistin in ganz Deutschland den Professorentitel. 1926 wurde für sie an der Hamburger Universität ein außerordentlicher Lehrstuhl für Niederdeutsche Philologie geschaffen. In Hamburg setzte Lasch die in ihrer Dissertation begonnenen Studien zur Berliner Sprachgeschichte fort, die sie in dem Buch Berlinisch (1928) veröffentlichte. Sie arbeitete außerdem mit Conrad Borchling an zwei großen Wörterbuchprojekten zur systematischen Erschließung des Sprachschatzes der Hansezeit und der Hamburger Mundart. Die ersten Lieferungen zum Mittelniederdeutschen Handwörterbuch konnte sie ab 1928 noch selbst veröffentlichen, das Hamburgische Wörterbuch erschien erst ab 1956 auf Grundlage ihrer Vorarbeiten.
Ihre sofortige Entlassung nach der Machtergreifung des Nationalsozialismus konnte nur kurz durch die Intervention ausländischer Wissenschaftler verhindert werden. 1934 verlor sie dann doch ihren Lehrstuhl. Sie zog 1937 zu ihren Schwestern nach Berlin und versuchte weiter zu forschen, erhielt aber Publikationsverbot und durfte keine öffentlichen Bibliotheken mehr betreten. Am 8. Dezember 1938 wurden jüdischen Wissenschaftlern zudem Sondergenehmigungen entzogen, die zur Benutzung von Hochschulbibliotheken berechtigten. Ihre eigene Bibliothek von etwa 4000 Bänden wurde am 9. Juli 1942 beschlagnahmt. 60 Bände aus dieser Bibliothek wurden bei der Suche nach NS-Raubgut in der Bibliothek des Germanistischen Seminars der Humboldt-Universität Berlin aufgefunden. Die Annahme von Rufen an ausländische Universitäten (1939 nach Dorpat und später nach Oslo) wurde von der deutschen Regierung verhindert. Am 13. August 1942 wurde sie zusammen mit ihren Schwestern ins Sammellager einbestellt und am 15. August nach Riga deportiert. Sie erreichten das Ghetto nicht, sondern wurden nach ihrer Ankunft in Riga-Šķirotava am 18. August 1942 in den umliegenden Wäldern ermordet.

## Ehrungen

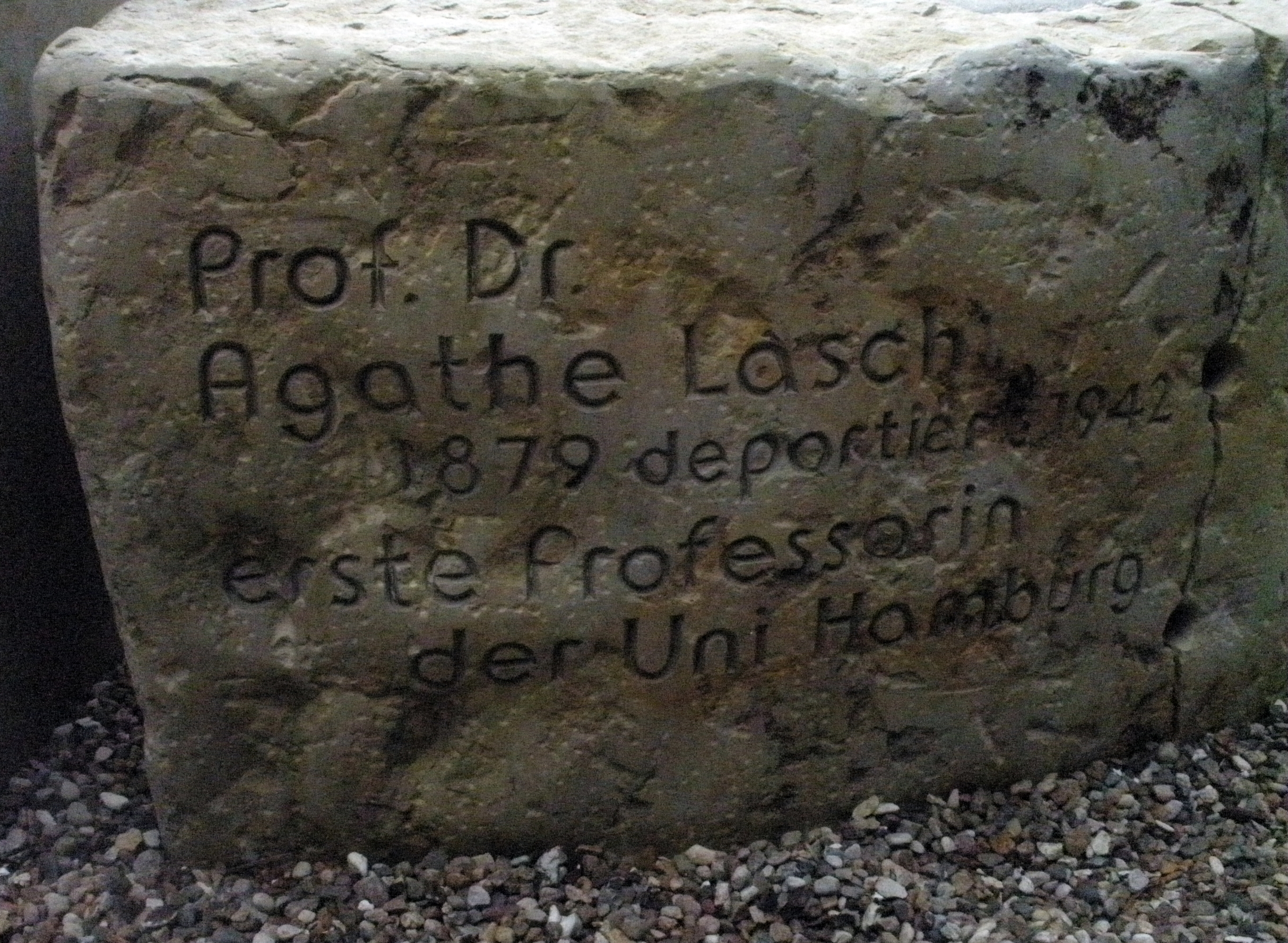
Gedenkstein für Agathe Lasch in der Erinnerungsspirale im Garten der Frauen

1971 wurde in Hamburg-Othmarschen der Agathe-Lasch-Weg nach ihr benannt.
In der Universität Hamburg trägt ein Hörsaal seit 1999 ihren Namen.
In Berlin-Halensee wurde 2004 der Agathe-Lasch-Platz nahe dem Kurfürstendamm gewidmet.
2007 wurde auf Initiative des Vereins für Hamburgische Geschichte für Agathe Lasch ein Stolperstein in Hamburg vor dem Haus Nr. 9 in der Gustav-Leo-Straße (früher Rehagen) verlegt. Auch vor dem Hauptgebäude der Universität Hamburg in der Edmund-Siemers-Allee 1 liegt ein Stolperstein für sie. 2010 wurde in Berlin-Schmargendorf ein Stolperstein vor dem Haus Caspar-Theyß-Straße 26 für Agathe Lasch und ihre Schwestern Elsbeth und Margarete Lasch verlegt.
2009 stellte der Verein Garten der Frauen im Garten der Frauen auf dem Hamburger Ohlsdorfer Friedhof einen Erinnerungsstein für Agathe Lasch auf.

## Agathe-Lasch-Preis
Seit 1992 verleiht der Senat der Freien und Hansestadt Hamburg alle drei Jahre den mit 5.000 € dotierten Agathe-Lasch-Preis an Nachwuchswissenschaftler, die herausragende Leistungen auf dem Gebiet der niederdeutschen Sprachforschung erbracht haben.
Preisträger:
- 1992: Ingrid Schröder, Universität Hamburg
- 1995: Jürgen Ruge, Universität Hamburg
- 1998: Matthias Vollmer, Universität Greifswald
- 2001: Christian Fischer, Universität Münster
- 2004: Birgit Kellner, Universität Flensburg
- 2007: Markus Denkler, Universität Münster
- 2010: Wilfried Zilz, Universität Göttingen (jetzt Gymnasium Walsrode)
- 2013: Tom Smits, Universität Antwerpen
- 2016: Viola Wilcken, Universität Kiel
- 2019: Marie-Luis Merten, Universität Paderborn[8]
- 2023: Hannah Rieger, Universität Köln[9]

## Veröffentlichungen (Auswahl)

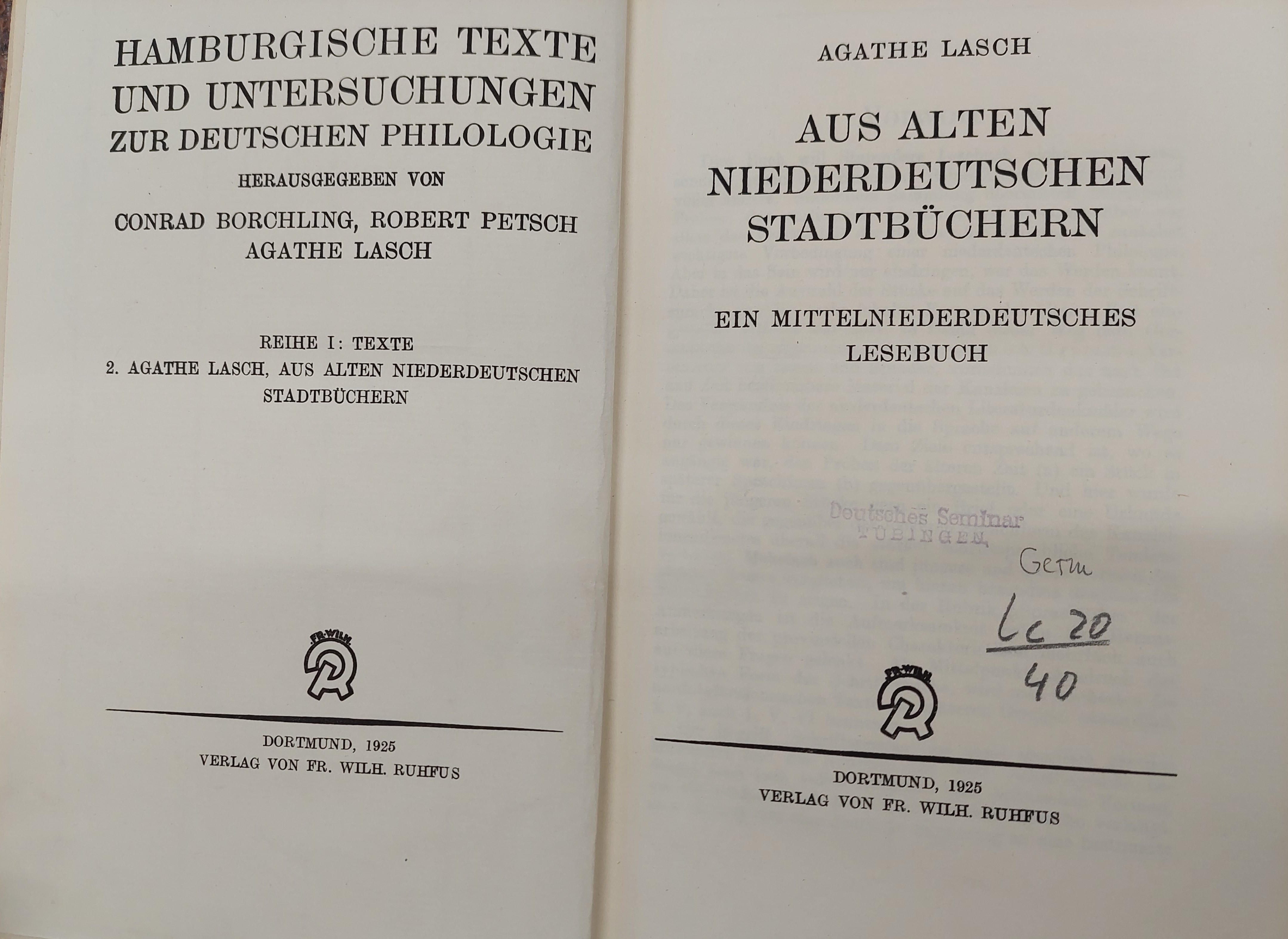
Aus alten niederdeutschen Stadtbüchern (1925)

- Geschichte der Schriftsprache in Berlin bis zur Mitte des 16. Jahrhunderts. Dissertation, Universität Berlin 1909 (PDF).
- Mittelniederdeutsche Grammatik (1914).
- Der Anteil des Plattdeutschen am niederelbischen Geistesleben im 17. Jahrhundert. Habilitationsschrift, Universität Hamburg 1919.
- „Berlinisch“. Eine berlinische Sprachgeschichte. (Berlin, 1928; 2. Bd. von: Berlinische Forschungen. Texte und Untersuchungen im Auftrage der Gesellschaft der Berliner Freunde der deutschen Akademie herausgegeben.). Digitalisierung: Zentral- und Landesbibliothek Berlin, 2007. URN urn:nbn:de:kobv:109-opus-63273.
- Mittelniederdeutsches Handwörterbuch. (Lieferung 1 bis 7, Hamburg 1928 bis 1934), fortgeführt von Conrad Borchling. Hrsg. nach Gerhard Cordes und Annemarie Hübner von Dieter Mohn und Ingrid Schröder. Hamburg 1928 ff., Neumünster/Kiel 1956 ff.
- Ausführliche Rezension zu Walter Lawrence Wardale: Albrecht van Borgunnien’s Treatise on Medicine (Sloane Ms. 3002, British Museum). Oxford/Edinburgh/Glasgow/London/New York 1936 (= St. Andrews University Publication. Band 38). In: AfdA. Band 56, 1937, S. 35–38.